# Benjamin André
Pour les articles homonymes, voir André.
Benjamin André, né le 3 août 1990 à Nice (Alpes-Maritimes), est un footballeur français qui évolue au poste de milieu de terrain au LOSC Lille.
Formé à l’AC Ajaccio, il y fait ses débuts et s’y impose dès 2008 avant de rejoindre le Stade rennais FC en 2014, où il devient capitaine et remporte la Coupe de France en 2019. Transféré au LOSC Lille la même année, il s’y distingue par son rôle de leader, remportant le championnat de France en 2021. Reconnu pour ses qualités de récupération et sa régularité, il est l’un des milieux les plus expérimentés de Ligue 1.

## Biographie

### AC Ajaccio: formation et débuts professionnels (2006-2014)
Né le 3 août 1990 à Nice, dans les Alpes-Maritimes, et formé au Stade raphaëlois, Benjamin André fait partie de la sélection des 14 ans du district du Var en 2005 (joueurs nés en 1990), aux côtés de Joshua Guilavogui. Avec cette sélection, il remporte en février 2005 le tournoi inter-districts de la Ligue de la Méditerranée. Il arrive à l'âge de 15 ans au centre de formation de l'AC Ajaccio. Il y progresse avec régularité en passant rapidement des équipes jeunes à la réserve en CFA 2. Remarqué par l'entraîneur de l'équipe professionnelle Gernot Rohr, il fait ses débuts professionnels au début de la saison 2008-2009 de Ligue 2, face au CS Sedan Ardennes.
Benjamin André s'impose rapidement et devient titulaire dès la saison suivante au sein de l'équipe ajaccienne d'Olivier Pantaloni. Ses bonnes performances en Ligue 2 attirent l'attention du sélectionneur de l'équipe de France espoirs Erick Mombaerts qui le sélectionne en septembre 2010. Terminant dauphin du championnat à l'issue de la saison 2010-2011, Benjamin André participe à la montée en Ligue 1 avec l'AC Ajaccio. Son statut de titulaire n'est pas remis en cause et il continue ses bonnes prestations à l'échelon supérieur. Toutefois, la descente du club en Ligue 2 au terme de la saison 2013-2014 provoque le départ du joueur qui quitte son club formateur sans indemnité.

### Stade rennais FC: vainqueur de la Coupe de France (2014-2019)
Le 24 juin 2014, il s'engage pour quatre ans avec le Stade rennais FC. Arrivé pour jouer au poste de latéral droit, il connaît un début de saison difficile, ralenti par des blessures. C'est finalement au milieu de terrain qu'il s'impose et marque son premier but sous ses nouvelles couleurs face au SM Caen. Il enchaîne les titularisations à ce poste lors des dernières semaines du championnat, au point d'être considéré comme une très bonne recrue par son président René Ruello. 
Romain Danzé perdant avec l'âge du temps de jeu, Benjamin André devient capitaine du Stade rennais FC. Le 30 juin 2017, il prolonge son contrat chez les Rouge et Noir jusqu'en 2022.
Lors de la saison 2018-2019, il est avec Romain Danzé l'un des deux délégués syndicaux de l'Union nationale des footballeurs professionnels (UNFP) au sein du Stade rennais FC. La même saison, il participe au bon parcours européen des Rouge et Noir qui atteint les 8es de finale de Ligue Europa. Parallèlement, il mène aussi son équipe jusqu'en finale de la Coupe de France avec un but en demi-finale contre l'Olympique lyonnais. En finale, le Stade rennais FC bat le Paris Saint-Germain aux tirs au but et c'est Benjamin André qui soulève le trophée en premier avec son ami Romain Danzé.

### LOSC Lille: champion de France (2019-)
Le 17 juillet 2019, Benjamin André signe un contrat de quatre ans en faveur du LOSC Lille, soit jusqu'en juin 2023,,. Le montant du transfert est estimé à 8 millions d'euros,,. Lors de la saison 2020-2021, il participe activement au titre de champion de France du LOSC, dix ans tout juste après le dernier sacre du club en Ligue 1. Il remporte également le Trophée des champions 2021 face au Paris-Saint Germain,.
Le 12 janvier 2023, il prolonge son contrat de trois saisons supplémentaires avec le LOSC Lille, soit jusqu'en juin 2026,,. Depuis la saison 2023-2024, il est le capitaine des Dogues après avoir été nommé par Paulo Fonseca. Le 26 juillet 2025, alors qu'il lui restait encore un an de contrat avec le LOSC Lille, il prolonge ce dernier de deux années supplémentaires, soit jusqu'en juin 2028,,.

## Style de jeu
Benjamin André est surtout remarqué pour sa polyvalence sur le terrain, le conduisant à évoluer de la défense à l'attaque, sur le côté droit ou dans l'axe. Ses entraîneurs relèvent ses qualités physiques qui lui permettent d'être présent dans les duels, mais il possède également un bon volume de jeu et une certaine aisance balle au pied. Même s'il n'est pas particulièrement grand (1,80 m), il dispose d'un bon jeu de tête grâce à sa détente et à son sens du timing. 

## Statistiques
| Saison                | Club                  | Championnat           | Championnat | Championnat | Coupe nationale | Coupe nationale | Coupe de la Ligue | Coupe de la Ligue | Supercoupe | Supercoupe | Compétition(s) continentale(s) | Compétition(s) continentale(s) | Compétition(s) continentale(s) | Total | Total |
| Saison                | Club                  | Division              | M.          | B.          | M.              | B.              | M.                | B.                | M.         | B.         | Comp.                          | M.                             | B.                             | M.    | B.    |
| 2008-2009             | AC Ajaccio            | Ligue 2               | 26          | 1           | 4               | 0               | 1                 | 0                 | -          | -          | -                              | -                              | -                              | 31    | 1     |
| 2009-2010             | AC Ajaccio            | Ligue 2               | 33          | 2           | 2               | 0               | 2                 | 0                 | -          | -          | -                              | -                              | -                              | 37    | 2     |
| 2010–2011             | AC Ajaccio            | Ligue 2               | 32          | 1           | 2               | 0               | 3                 | 0                 | -          | -          | -                              | -                              | -                              | 37    | 1     |
| 2011–2012             | AC Ajaccio            | Ligue 1               | 33          | 4           | 1               | 0               | 0                 | 0                 | -          | -          | -                              | -                              | -                              | 34    | 4     |
| 2012-2013             | AC Ajaccio            | Ligue 1               | 27          | 0           | 1               | 0               | 1                 | 0                 | -          | -          | -                              | -                              | -                              | 29    | 0     |
| 2013–2014             | AC Ajaccio            | Ligue 1               | 36          | 4           | 1               | 0               | 1                 | 0                 | -          | -          | -                              | -                              | -                              | 38    | 4     |
| Sous-total            | Sous-total            | Sous-total            | 187         | 12          | 11              | 0               | 8                 | 0                 | -          | -          | -                              | -                              | -                              | 206   | 12    |
| 2014-2015             | Stade rennais FC      | Ligue 1               | 22          | 1           | 2               | 0               | 3                 | 0                 | -          | -          | -                              | -                              | -                              | 27    | 1     |
| 2015-2016             | Stade rennais FC      | Ligue 1               | 32          | 0           | 1               | 1               | 1                 | 0                 | -          | -          | -                              | -                              | -                              | 34    | 1     |
| 2016-2017             | Stade rennais FC      | Ligue 1               | 36          | 0           | 2               | 0               | 0                 | 0                 | -          | -          | -                              | -                              | -                              | 38    | 0     |
| 2017-2018             | Stade rennais FC      | Ligue 1               | 34          | 3           | 1               | 0               | 4                 | 1                 | -          | -          | -                              | -                              | -                              | 39    | 4     |
| 2018-2019             | Stade rennais FC      | Ligue 1               | 30          | 3           | 6               | 1               | 2                 | 0                 | -          | -          | C3                             | 8                              | 0                              | 46    | 4     |
| Sous-total            | Sous-total            | Sous-total            | 154         | 7           | 12              | 2               | 10                | 1                 | -          | -          | -                              | 8                              | 0                              | 184   | 10    |
| 2019-2020             | LOSC Lille            | Ligue 1               | 26          | 2           | 2               | 0               | 3                 | 0                 | -          | -          | C1                             | 5                              | 0                              | 36    | 2     |
| 2020-2021             | LOSC Lille            | Ligue 1               | 35          | 0           | 3               | 0               | -                 | -                 | -          | -          | C3                             | 5                              | 0                              | 43    | 0     |
| 2021-2022             | LOSC Lille            | Ligue 1               | 33          | 2           | 1               | 0               | -                 | -                 | 1          | 0          | C1                             | 7                              | 0                              | 42    | 2     |
| 2022-2023             | LOSC Lille            | Ligue 1               | 34          | 1           | 3               | 0               | -                 | -                 | -          | -          | -                              | -                              | -                              | 37    | 1     |
| 2023-2024             | LOSC Lille            | Ligue 1               | 30          | 4           | 3               | 0               | -                 | -                 | -          | -          | C4                             | 12                             | 1                              | 45    | 5     |
| 2024-2025             | LOSC Lille            | Ligue 1               | 30          | 0           | 2               | 0               | -                 | -                 | 0          | 0          | C1                             | 13                             | 0                              | 45    | 0     |
| 2025-2026             | LOSC Lille            | Ligue 1               | 1           | 0           | 0               | 0               | -                 | -                 | 0          | 0          | C3                             | 0                              | 0                              | 1     | 0     |
| Sous-total            | Sous-total            | Sous-total            | 189         | 9           | 14              | 0               | 3                 | 0                 | 1          | 0          | -                              | 42                             | 1                              | 249   | 10    |
| Total sur la carrière | Total sur la carrière | Total sur la carrière | 530         | 28          | 37              | 2               | 21                | 1                 | 1          | 0          | -                              | 50                             | 1                              | 639   | 32    |

## Palmarès

### En club
| LOSC Lille (2)                                                                         | Stade rennais FC (1)                  |
| -------------------------------------------------------------------------------------- | ------------------------------------- |
| - Championnat de France - Champion : 2021. - Trophée des champions - Vainqueur : 2021. | - Coupe de France - Vainqueur : 2019. |

### Distinction personnelle
- Nommé dans l'équipe-type de la Ligue 1 lors des trophées UNFP 2021.